# شویدره (شهرستان اولتسکو)
شویدره (به لهستانی:  Świdry) یک روستا در لهستان است که در گمینا اولتسکو واقع شده‌است.